# Операција Босанска Крајина
Операција Босанска Крајина је била кодни назив Војске Републике Српске са циљем да се елиминише АРБиХ са десне стране реке Уну. То је такође био и одговор ВРС за АРБиХ напад на град Приједор. Операција се завршила са побједом ВРС и почетком опсаде Бихаћа.

## Ток операције
Крајем маја - почетком јуна 1992, Срби су морали да изведу тешку операцију у Санском Мосту и муслиманским селима око Кључа. Циљ је био да се превентивним војним мјерама неутралише могућа партизанска активност муслимана у Босанској Крајини и да се обезбједи највећи град Републике Српске - Бања Луку. Дана 25. маја, јединице 6. Санске (некадашње 6. партизанске) бригаде, почеле су минобацачима гранатирати предграђа Санског Моста. Сљедећег дана Срби су започели потрагу за оружјем, истовремено раздвајајући све војнике. Жене, старци и дјеца послани су на територију под контролом муслиманских снага а већина мушкараца одведена је у кампове на подручју Приједора. У исто вријеме, два батаљона 6. Санске, батаљон 13. партизанске и батаљон 2. инжењеријског пука почели су да чисте села сјеверно и северозападно од града Кључа. Њихово становништво је такође протјерано са граница Српске Републике, или смјештено у акумулацијске кампове, ради даљег слања на муслиманску територију. Напад АРБиХ је почео у 4.00 часа 30. маја. Муслиманске снаге напале су хотел који су Срби користили као касарну, јединицу јавне безбједности, радио станицу и зграду администрације у Приједору. Након одбране Приједора ВРС брзо реагује и отпочиње контранапад заузимајући насеља око Приједора. У појединим насељима било је и кратког отпора од стране припадника АРБиХ који су напали Приједор прије неколико дана, али их ВРС разбија. ВРС наставља офанзиву јужно од Приједора. Дана 1. јуна 1992. године трагични догађаји догодили су се у селу Прхово, 7 км сјевероисточно од Кључа. Српски одред (наводно добровољци који су били у саставу Шесте пjешадијске бригаде) извео је уобичајену операцију откривања тајних спремника оружја. Војници су се у почетку безобразно понашали према становницима. Затим је започела пуцњава у којима су убијена 53 цивила, укључујући жене и дјецу. Треба напоменути да су такве злочине у почетку рата починиле све стране у сукобу, јер су се многе оружане групе састојале од слабо контролисаних, недисциплинованих војника, са мало разумјевања савремених правила ратовања. У љето и јесен 1992. српско војно-политичко руководство предузело је низ мјера за побољшање дисциплине. Неколико стотина муслимана и Хрвата, склонило се у шуме Мајданског брда, између Приједора и Санског Моста. Већином су то били цивили, али међу њима је било и остатака јединица Патриотске лиге, укључујући и оне који су учествовали у нападу на Приједор. Они су покренули партизанске акције против српских патрола и малих гарнизона. Тиме је српска војска прешла на одлучну операцију чишћења Босанске Крајине. Према плану чишћења, 5. партизанска бригада под командом мајора Пере Чолића, појачана батаљоном 43. Приједорске моторизоване бригаде, требало је да крене из Приједора на југ, у правцу Старе Ријеке. Овдје су војници под командом Чолића требали да се повежу са јединицама 6. Санске бригаде, која напредује са југа и води битку у Санском Мосту против АРБиХ побуњеника и снајпериста. Операција је почела 20. јула. У току ње су српске трупе савладале неколико малих герилских група. Затворени цивили упућени су у избегличке кампове ради даљег премјештања на територију под контролом муслиманско-хрватских снага. Операција чишћења Мајданске планине била је посљедња таква акција, у којој је учествовала и војска. На разбијању малих група милитаната Патриотске лиге по шумама била је посље задужена полиција. ВРС одбацује снаге АРБиХ све до Бихаћа. Ту се и операција завршила и отпочела опсада Бихаћа.